# Rene Hofer
Rene Hofer (Alberndorf in der Riedmark, 4 januari 2002 – Tweng, 4 december 2021) was een Oostenrijks motorcrosser.

## Biografie
In 2016 werd Hofer zowel Europees als Wereldkampioen in de 85cc-klasse, rijdend op KTM.
Vanaf 2017 kwam Hofer voltijds uit in het EMX125-kampioenschap. Hij wist in elke wedstrijd punten te behalen en sloot het seizoen af op de vijfde plaats.
In 2018 bleef Hofer uitkomen in het EMX125-kampioenschap. Hij won twee wedstrijden, maar geraakte geblesseerd toen hij aan de leiding stond in de tussenstand. Uiteindelijk werd hij nog derde in de eindstand.
In 2019 maakte Hofer de overstap naar de EMX250-klasse. Hij sloot het seizoen af op de vierde plaats. Tijdens de vrije weekends in de EMX250-klasse nam Hofer deel aan het Wereldkampioenschap in de MX2-klasse. Zo werd hij zevende in de Grand Prix van Italië en uiteindelijk nog negenentwintigste in de eindstand van het WK. Hofer werd op het einde van het seizoen ook geselecteerd voor het Oostenrijkse team in de Motorcross der Naties. Hier won hij de "Ricky Carmichael Award", als best geklasseerde jonge rijder.
Vanaf 2020 kwam Hofer voltijds uit in het WK in de MX2-klasse voor het fabrieksteam van KTM. Hij liet zich opmerken door zijn goede starts en werd tweede in zijn tweede WK-reeks uit zijn carrière. Door deze goede resultaten werd zijn contract opengebroken en verlengd tot en met 2022. Tijdens de vierde GP van het seizoen ging het echter mis. Bij een valpartij brak Hofer zijn linkerschouder. De blessure moest operatief behandeld worden en zo zat zijn seizoen er voortijdig op. Hofer werd uiteindelijk nog zesentwintigste in de eindstand.
Hofer overleed op 19-jarige leeftijd toen hij in Oostenrijk door een lawine verrast werd.

## WK motorcross
2019: 29ste Wereldkampioenschap MX2
2020: 26ste Wereldkampioenschap MX2
2021: 6de Wereldkampioenschap MX2
| 1 | 27-10-2021 | Pietramurata (Italië) | Pietramurata |